# GRS 1124-683
GRS 1124-683 (X-ray Nova Muscae 1991, GU Mus) — двойная звезда, источник гамма и рентгеновского излучения. В систему также входит кандидат в чёрные дыры. Расстояние от Солнечной системы приблизительно 5400 (+6900
−1900) световых лет. Обнаружена в январе 1991 года.
Период обращения — 0,4326051 ± 0,0000038 дней. Масса — 3,01 ± 0,15 масс Солнца.

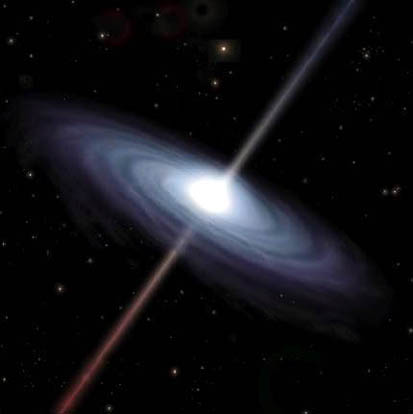
Чёрная дыра в представлении художника

Гал.долгота 295.3005° 

Гал.широта -7.0727° 

Расстояние 4 564 св. лет